# Fabio Reynaldo Colindres Abarca
Fabio Reynaldo Colindres Abarca (ur. 20 czerwca 1961 w Ilobasco) – salwadorski duchowny katolicki, biskup San Miguel od 2018.

## Życiorys
6 kwietnia 1987 otrzymał święcenia kapłańskie i został inkardynowany do diecezji San Vicente. Po studiach w Rzymie został wykładowcą w miejscowym seminarium, zaś w 1989 został kapelanem wojskowym w salwadorskim ordynariacie polowym. W 1991 wybrano go na podsekretarza salwadorskiej Konferencji Episkopatu. W 2000 został wikariuszem generalnym ordynariatu, zaś 12 listopada 2003 jego administratorem apostolskim.

### Episkopat
2 lutego 2008 papież Benedykt XVI mianował go ordynariuszem polowym Salwadoru. Sakry udzielił mu 29 marca 2008 nuncjusz apostolski w Salwadorze – arcybiskup Luigi Pezzuto.
7 grudnia 2017 został mianowany biskupem diecezji San Miguel. Ingres odbył się 4 kwietnia 2018.